# Traverse (Veranstaltungstechnik)

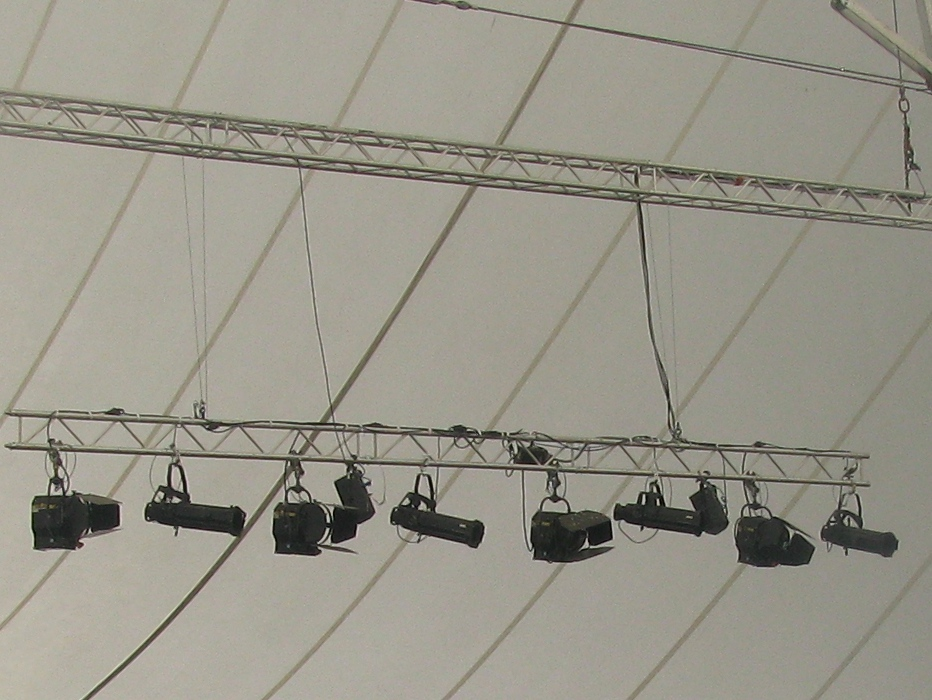
Bestückte Traverse

Als Traverse (englisch Truss) bezeichnet man in der Veranstaltungstechnik modulare Fachwerkträger, die zur Aufhängung von Nutzlasten oder Dekorationen verwendet werden. Sie bestehen aus Aluminium oder Stahl, wobei Stahl praktisch nur im Schwerlastbereich oder für Sonderbauteile verwendet wird.

## Formen
Die verschiedenen Systeme werden nach Anzahl der Gurtrohre sowie der Art der Verbindung zu anderen Trägern klassifiziert, da die Anzahl der Rohre einen großen Einfluss darauf hat, wie eine Traverse verwendet werden kann. Man unterscheidet 1- bis 4-Punkt-Traversen. Gebräuchlichste Verbindungsarten sind Konus-, Gabel und Plattenverbinder.

### 1-Punkt-Traverse
1-Punkt-Traversen sind Alustangen, die zwischen anderen Traversen montiert werden, um z. B. eine Spiegelkugel daran aufzuhängen oder bei Open-Air-Bühnen oder Festivalbühnen ein Dach zu stabilisieren.

### 2-Punkt-Traverse
2-Punkt-Traversen findet man oft in Theatern als Vorhangsschienen oder für Leuchten (Teil der Obermaschinerie). Diese Form wird ebenfalls für Vorhänge, Molton oder Folien benutzt. Sie kann in einem Ground Support auch als zusätzliche Schwebeeinheit oder zusätzlicher Träger benutzt werden.

### 3-Punkt-Traverse

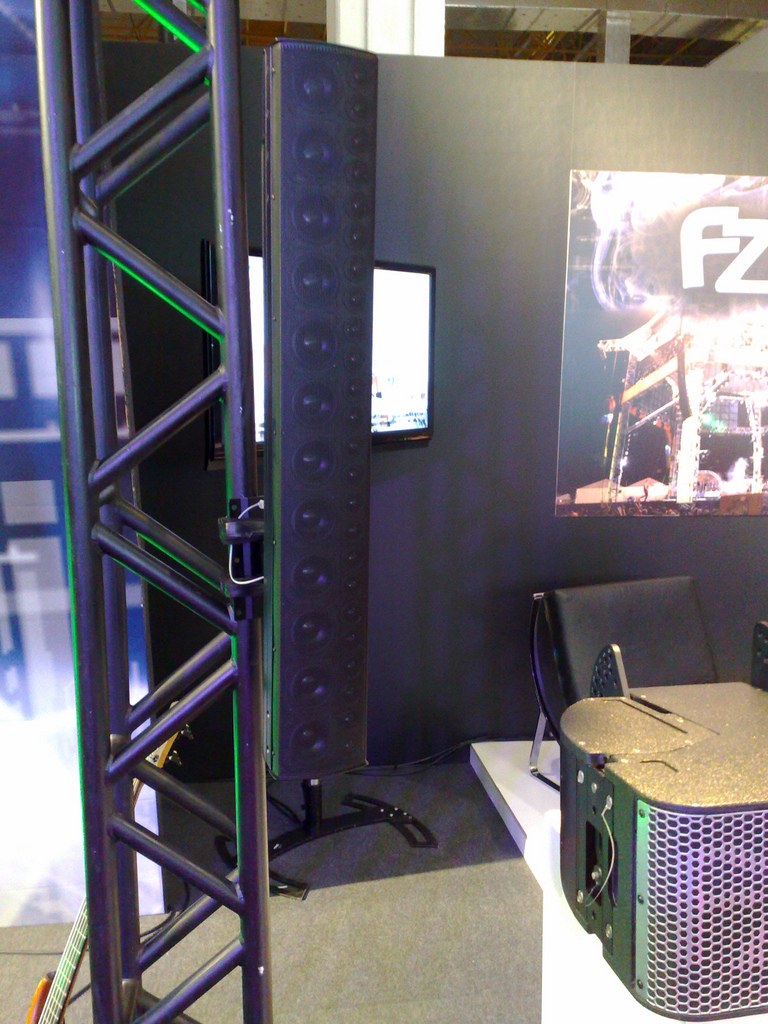
3-Punkt-Traverse

3-Punkt-Traversen werden meist bei kleinen Veranstaltungen für Dekorationen oder Spezialkonstruktionen eingesetzt.
Bekannteste Spezialkonstruktion ist der Kreis. In diesen wird meist eine Folie eingespannt für Projektionen mit Moving Heads oder Beamern. Wie bei der 2-Punkt-Traverse kann auch diese Form in einem Ground Support als zusätzliche Schwebeeinheit oder zusätzlicher Träger benutzt werden.

### 4-Punkt-Traverse

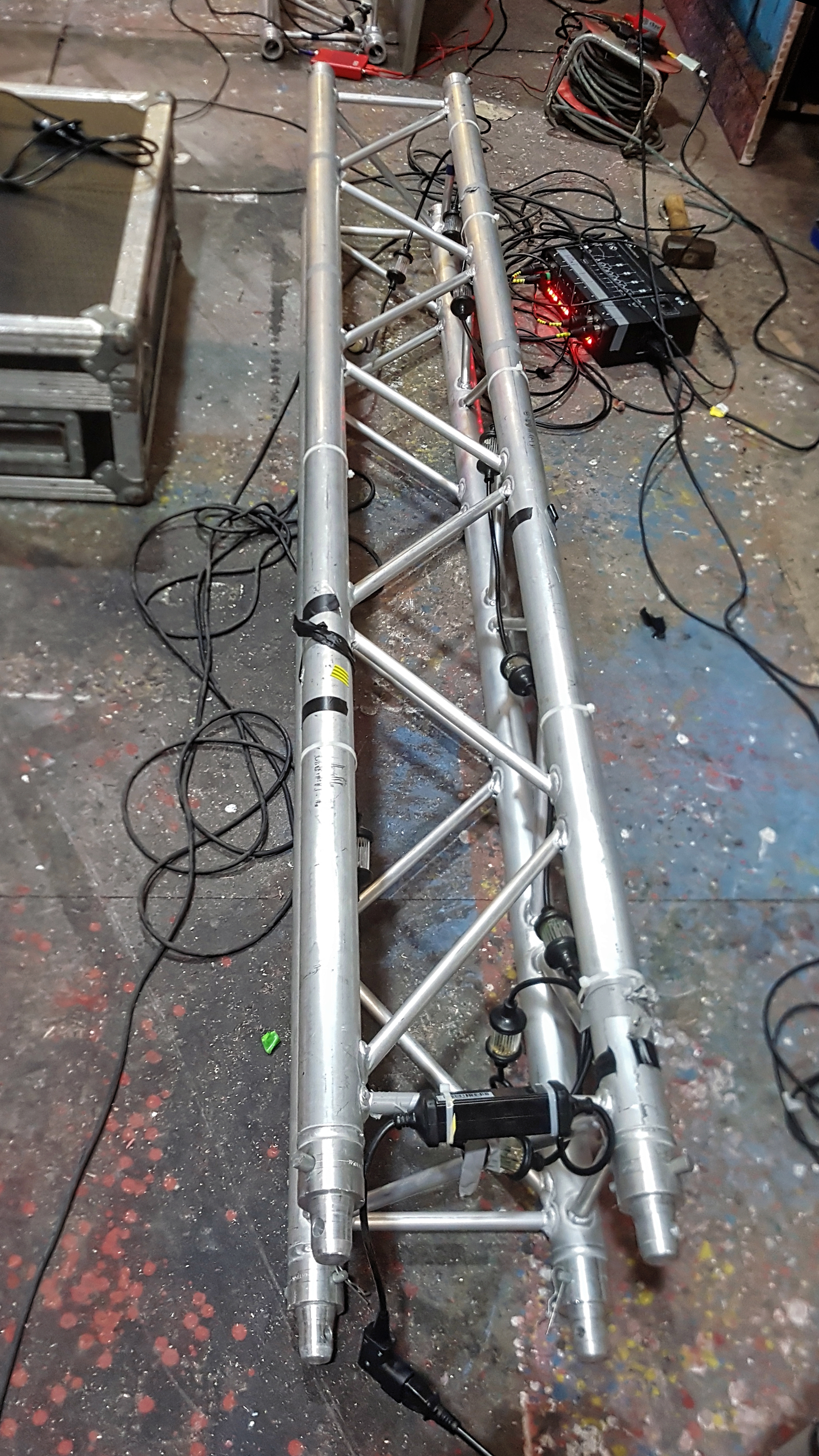
4-Punkt-Traverse

Die 4-Punkt-Traverse ist die am meisten verbreitete Form, da sie die höchste mechanische Stabilität hat. Als Normal- oder als Schwerlasttraverse wird diese Form meist für den sogenannten Ground Support oder für den Bühnenaufbau benutzt.

## Aufbauformen

### Stativ
Diese Aufbauform wird meist bei kleinen Veranstaltungen, Messen oder Tagungen benutzt. Sie besteht aus zwei Stativen, zwischen denen die Träger aufgespannt werden. Die mögliche Belastung richtet sich nach den Stativen und der Länge sowie der Nutzlast der Traverse selbst.
Auch Aufbauten mit mehreren Stativen sind durchaus üblich, entweder in einer Strecke mit z. B. drei Stativen oder als Carré (Viereckige Konstruktion). Bei kleineren Veranstaltungen werden dafür häufig einfache Kurbelstative verwendet. Sind größere Höhen oder schwerere Lasten zu überwinden, bieten sich Stative mit elektrischem Antrieb (Lifte) an.

### Schwebend
Die schwebende Form findet man oft in Hallen und Theatern, wo der Aufbau eines Ground Supports aus Platz- oder Dekorationsgründen nicht möglich ist. Dabei wird eine Laststrecke oder ein Viereck durch mehrere Motoren oder Handkettenzüge nach oben gezogen. Diese Konstruktion wird durch Stahlseile gesichert oder durch Motoren (nach BGV-C1 oder mindestens nach BGV-D8+) frei schwebend „gefahren“.

### Ground Support
Der Ground Support ist die bekannteste Form des Traversenbaus, ob mit Motoren durch Sleeveblöcke an Towern nach oben gezogen oder mit festen Cornerblöcken erbaut. Dieses Form hat den Vorteil, dass sie überall aufgebaut werden kann. Zudem erlaubt die Bauart zusätzliche Features wie schwebende Einbauten, wie z. B. Prospektzüge oder andere Formen der Traversen (z. B. die runde Form mit Leinwand).
Die Belastungen richten sich auch hier nach der Größe und der Art der Tower und Traversen. Für den Bau mit Dach (Bühnen) gibt es Schwerlasttraversen. Diese werden aber auch bei großen Konzerten benutzt, da die Aufbauten sehr vielschichtig sind und somit ein hohes Eigengewicht haben.

### Bühne
Eine Bühne aus einer Traversenkonstruktion ist nichts anderes als ein Ground Support mit Dach. Durch Regen oder Schnee kann die Dachlast sehr schnell zunehmen, daher sind hier Spezialtraversen notwendig. Diese Schwerlasttraversen sind mittlerweile auch in Aluminium erhältlich.

## Normen
Konstruktive und statische Bemessung erfolgen nach den bauaufsichtlich eingeführten Normen der Eurocodes. Ferner fallen Traversen im Eventbereich unter die Obermaschinerie und werden als Tragmittel eingeordnet. Der Branchenstandard SQP1 Traversen der IGVW ist als Grundlage sowohl für Hersteller als auch Anwender gedacht und fasst alle grundlegenden Informationen und normativen Verweise zusammen.
Wesentliche Normen und Vorschriften:
- SQP1 Traversen[1]
- DIN EN 1993 Bemessung und Konstruktion von Stahlbauten
- DIN EN 1999 Bemessung und Konstruktion von Aluminiumtragwerken
- DIN 15020-1/2 Hebezeuge; Grundsätze für Seiltriebe
- DIN 56920-3 Theatertechnik; Begriffe für bühnentechnische Einrichtungen
- DIN 56921-1 Theatertechnik, Bühnenmaschinerie – Prospektzüge – Teil 1: Handkonterzüge mit einer Tragfähigkeit bis 500 kg
- DIN 56950 Veranstaltungstechnik – Maschinentechnische Einrichtungen – Sicherheitstechnische Anforderungen und Prüfung
- GUV 4.2 VBG D8 Winden, Hub- und Zuggeräte
- GUV 4.6 Lastaufnahmeeinrichtungen im Hebezeugbetrieb
- GUV 14.3 ZH 1/461 Sicherheitsregeln für hochziehbare Personenaufnahmemittel
- GUV 66.15 ZH 1/222 Grundsätze für die Prüfung von Einrichtungen in Bühnen und Studios
- BGV C1 Unfallvorschriften für Veranstaltungs und Produktionsstätten für Szenische Darstellung[2]